# TV5 Québec Canada
Pour les articles homonymes, voir TV5.
TV5 Québec Canada (abrégé en TV5) est une chaîne de télévision généraliste canadienne créée le 1er septembre 1988 et diffusant sur tout le territoire du Canada. Elle est membre de la famille TV5. Créée en vertu de la partie II de la Loi sur les corporations canadiennes, la chaîne est une société sans capital actions. La chaîne rejoint 6,8 millions de téléspectateurs à travers le Canada.

## Historique
En 1986, le consortium de télévisions du Québec et du Canada se joint au groupement international de télévisions publiques francophones TV5. Le 1er décembre 1987, à la suite d'une audience publique du CRTC, la chaîne TV5 est approuvée en même temps que trois autres chaînes spécialisées : le Réseau des sports, MusiquePlus et le Canal Famille. Deux ans plus tard, le même consortium lance la première chaîne TV5 en Amérique du Nord sous le nom de TV5 Québec Canada, dont le siège social est situé à Montréal.
Le Consortium de Télévision Québec Canada devient l'entreprise à but non lucratif TV5 Québec Canada en 2003 et continue d'opérer la chaîne du même nom,.
Le 2 janvier 2006, toutes les chaînes TV5 émises et gérées depuis Paris changent de nom et deviennent TV5 Monde, à l'exception de la chaîne québécoise qui conserve son appellation TV5, puisqu'elle n'est pas détenue par le groupe européen.
Le 10 juin 2009, TV5 Québec Canada lance son signal en haute définition, disponible chez Bell Télé, Cogeco et Vidéotron.
Le 8 août 2013, TV5 obtient l'aval du CRTC pour modifier sa licence et créer le Nouveau TV5, qui lui permettra, à compter du 1er septembre 2014, de diffuser deux chaînes distinctes sous une même licence :
- Unis : offrant une programmation axée sur le reflet de la diversité de la francophonie canadienne ;
- TV5 : offrant une programmation axée sur le reflet de la francophonie internationale.

Elle obtient également la distribution obligatoire du Nouveau TV5 au service numérique de base partout au Canada.
L'entreprise TV5 Québec Canada se joint aussi à l'organisation des Médias Francophones Publics dès sa fondation, en 2016.
Les contenus diffusés sur la chaîne télévisée sont aussi disponibles sur la plateforme de vidéo à la demande TV5unis, en compagnie des contenus d'Unis TV, l'autre chaîne détenue par l'entreprise TV5 Québec Canada,. S'ajoute en 2020 l'offre entièrement numérique de TV5MONDEplus qui est aussi hébergée sur TV5unis en territoire canadien.

## Identité visuelle

### Logos

Logo de TV5 Québec Canada du 1er septembre 1988 au 10 avril 1995
Logo de TV5 Québec Canada depuis le 10 avril 1995
Logo actuel de TV5 Québec Canada HD depuis 2009
Logo de la plateforme de VAD de TV5 Québec Canada regroupant les contenus d'Unis TV et de TV5 depuis 2019

### Slogans
- « À vous le monde ! »
- « TV5, ouvrir la télé »
- « Voir les choses autrement »

## Programmation
Pour qu'elle diffuse au Canada, la chaîne TV5 Québec Canada doit se conformer aux règlements définis par le Conseil de la radiodiffusion et des télécommunications canadiennes (CRTC). Ainsi, la licence de diffusion accordée à TV5 l'oblige à diffuser 15 % d'émissions canadiennes aux heures de grande écoute. Elle diffuse aussi des émissions produites par TV5 Monde, France Télévisions (groupe public de télévision français), Arte (groupe public de télévision franco-allemand), la RTBF (groupe public de télévision belge) et la RTS (groupe public de télévision suisse). Elle bénéficie du soutien du gouvernement du Canada et du gouvernement du Québec.

## Reprise par TV5 Monde
Certaines des productions et des émissions proposées par TV5 Québec Canada sont également rediffusées dans la grille de programmes des chaînes TV5 Monde.

### Programmation originale
- On passe à l'Histoire (Divertissement)
- Miroir (Documentaire)
- Burlesque (Documentaire)
- En thérapie (Fiction)
- Voyages au bout de la nuit (Documentaire)
- Cliquez (Magazine)
- Ma caravane au Canada (Magazine)
- Ma caravane au Québec (Magazine)
- À table! (Quiz)
- Les Enfants de la nuit (Documentaire)
- Expression (Documentaire)
- Faits d'hiver (Documentaire)
- GPS monde (Quiz)
- Hôpital vétérinaire (Documentaire)
- Mon Riel à moi (Documentaire)
- Octos dynamos (Documentaire)
- Partir autrement (Documentaire)
- Partout c'était chez moi (Documentaire)
- Rapayan (Documentaire)
- Recettes de chefs (Magazine)
- Science ou fiction (Documentaire)
- Le Sexe autour du monde (Documentaire)
- Urbania, le Québec en 12 lieux (Documentaire)
- Connexion en cours (websérie)
- Climat sous tension (webdocumentaire)
- En marge du monde (Documentaire)
- Chacun son île (Documentaire)
- Les Flots (Documentaire)
- Tribal (Documentaire)
- Fou des oiseaux (Documentaire)
- Skate le monde (Documentaire)
- Terres d'exploration (Documentaire)
- Jeunesse arabe, Yallah! (Documentaire)
- Le P'tit cabaret (Variétés)
- Des bateaux et des hommes (Documentaire)
- Tenir salon (Documentaire)
- Allons boire ailleurs (Documentaire)
- Au pays du bonheur (Documentaire)
- Résiste! (Magazine culturel)
- 39-45 en sol canadien (Documentaire)
- Bonheur intérieur brut (série télévisée)

## Fonds TV5
Le fonds TV5 : pour la création numérique a pour objectif de soutenir la production de jeunes créateurs canadiens de pastilles vidéos en langue française destiné aux plateformes de diffusion numériques.
Depuis 2019, le programme se nomme Créateurs en série.
Webséries produites : 
2016
- La Pratique du loisir au Canada
- Les Acteurs du Nord
- Le Temps des chenilles
- Les ordures

2015
- Switch & Bitch
- Exode
- L'Écrivain public
- Jour de plaine
- Vie saisonnière